# Broch von Brounaban

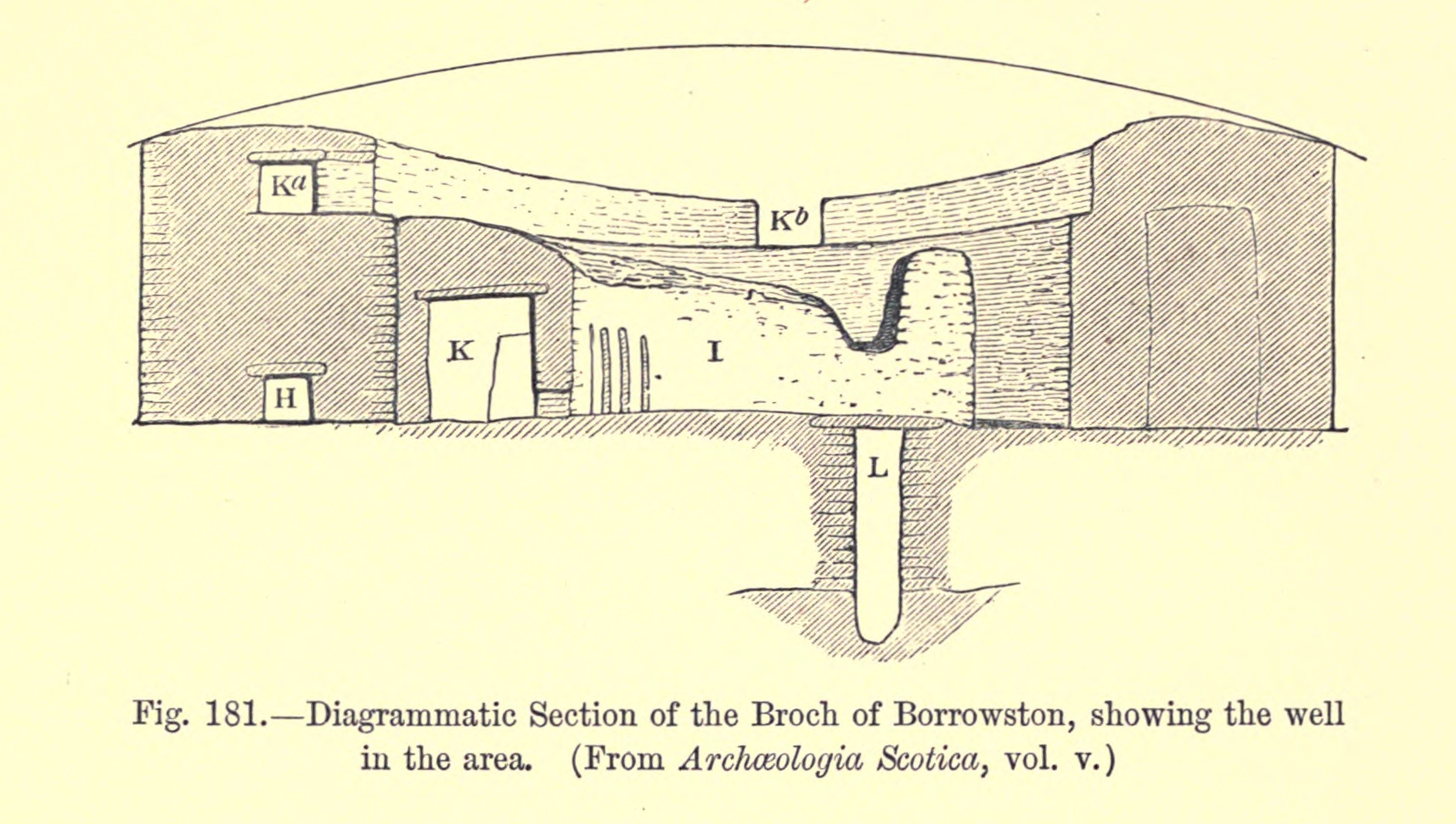
Broch of Borrowston – J. Anderson 1883

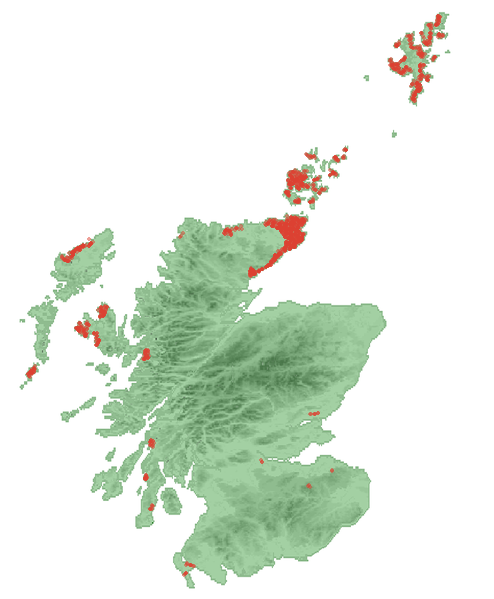
Verbreitung von Brochs

Der Broch von Brounaban (englisch Brounaban Broch) liegt zwischen dem Loch of Yarrows und der A99 bei Borrowston in Caithness in Schottland. Brochs sind nur in Schottland vorkommende, ursprünglich kühlturmförmig aufragende, eisenzeitliche Trockenmauerwerksbauten. Die größte Konzentration mit mehr als 200 der rund 700 bekannten schottischen Brochs befindet sich in Caithness. Die umgebende Landschaft ist der östliche Teil des archäologischen Yarrows-Bereichs, der im Umkreis von etwa 4,0 km neun weitere Brochs umfasst.

## Beschreibung
Der Brounaban Broch steht auf flachem Boden, auf einem Sandstein-Aufschluss, der das Baumaterial lieferte. Die Innenwand des einst sicher mehr als 10 m hohen Brochs überlebt bis zu einer Höhe von knapp einem Meter. Der Außendurchmesser betrug etwa 17,5 m, bei einer Wanddicke von 4,4 m und einem Innendurchmesser von mehr als 8,6 m. Die im Osten liegende Zugangspassage hat keine der sonst üblichen Wächterzellen (englisch guard-cell). Vier intramurale, jeweils mittig vom Innenraum aus zugängliche Nischen liegen im Norden, Westen, Süden und Nordosten. Die Nischen im Norden und Süden haben einseitig Treppenreste, die im Uhrzeigersinn ansteigen, wobei die nördliche Treppe über die Nische im Nordosten hinweggeht. Im Süden ist die auf den Zugang gerichtete Halbnische ungewöhnlich lang und erreicht fast die Passage. Es scheint, dass hier außerdem, ähnlich wie im nahen Yarrows, ein neuer Zugang geschaffen wurde. Die meisten Details in diesem Brochbereich sind heute jedoch verdeckt oder verloren gegangen. Die westliche Nische ist ebenfalls nicht mehr erkennbar. In der Brounaban Struktur wurde eine Steinkiste mit einem Skelett gefunden. Wie bei vielen anderen Brochs, ist dieses späte Grab möglicherweise Teil eines Versiegelungsrituals bei der Aufgabe des Platzes.

## Außenstrukturen
Ein Merkmal ist das Auftreten von Nebengebäuden an einigen Brochstandorten, besonders auf Orkney. Offensichtlich gibt es diese beim Broch von Brounaban nicht, obwohl vor dem südlichen Zugang eine Kammer gefunden wurde, die möglicherweise Bestattungen diente.
Der Plan zeigt eine Verdickung der Innenwand gleich hinter dem Eingang. Diese ist ähnlich wie jene im Whitegate Broch am Ufer der Sinclair Bay nördlich von Wick.